# テッド・ニーリー
テッド・ニーリー（Ted Neeley,  1943年9月20日 - ）は、アメリカ合衆国の俳優、ロック歌手、作曲家である。

## 来歴
1943年、テキサス州レンジャーに生まれる。ロックバンドを組んで歌手としてキャリアをスタートさせ、1965年に『Teddy Neeley』というアルバムを発売。それからバンド活動を本格化させると同時に、役者として1968年にロック・ミュージカル『Alison』の主役を張るなど多様な才能を発揮した。1969年には同じくロック・ミュージカル『ヘアー』でクロード役を好演。その演技が演出家の目に留まり、1971年にブロードウェイで上演された『ジーザス・クライスト・スーパースター』のキリスト役に抜擢された。
ブロードウェイで上演された舞台が好評だったことを受け1973年に製作された同名舞台の映画化作品でも主演に抜擢され、映画は高評価を得た。ニーリー自身も評価され1974年のゴールデン・グローブ賞における新人部門でノミネートを受けている。『ジーザス～』の成功を受け、ニーリーは1974年に『1974 A.D.』というソロ・アルバムも発売している。その後、1970年代は他にもいくつかのテレビや映画へ出演し、役者活動を続けたが、1985年を最後にしばらく俳優活動は休止して、もともとの音楽活動を優先させた。しかし、2012年にクエンティン・タランティーノが脚本・監督を手掛けた西部劇映画『ジャンゴ 繋がれざる者』で久々にスクリーン復帰を果たした。

### 私生活
映画版の『ジーザス・クライスト・スーパースター』を撮影中にLeeyan Grangerと出会い、2人は結婚した。

## 出演作品

### 映画
- バニシング・ポイント Vanishing Point (1971)
- ジーザス・クライスト・スーパースター Jesus Christ Superstar (1973)
- チカラ The Shadow of Chikara (1977)
- パーフェクト・カップル/おかしな大恋愛 A Perfect Couple (1979)
- ハード・カントリー Hard Country (1981)
- Of Mice and Men (1981)
- ジャンゴ 繋がれざる者 Django Unchained (2012)

### テレビドラマ
- Visions (1976)
- アトランティスから来た男 Man from Atlantis (1977, 1978)
- 刑事スタスキー&ハッチ Starsky and Hutch (1979)
- タッカー家の魔女 Tucker's Witch (1983)
- Riptide (1985)

## 参照
1. ↑  https://www.ibdb.com/person.php?id=96330
2. ↑  https://www.imdb.com/name/nm0624189/awards/?ref_=nm_awd
3. ↑  https://www.imdb.com/name/nm0624189/bio/?ref_=nm_ov_bio_sm